# Marpissa nutanae
Marpissa nutanae là một loài nhện trong họ Salticidae.
Loài này thuộc chi Marpissa. Marpissa nutanae được Biswamoy Biswas & Biswamoy Biswas miêu tả năm 1984.